# ブレイディ・マネク
ブレイディ・リース・マネク（Brady Reece Manek, 1998年9月4日 - ）は、アメリカ合衆国・オクラホマ州エドモンド出身のプロバスケットボール選手。NBLのパース・ワイルドキャッツに所属している。ポジションはスモールフォワード、パワーフォワード。

## 経歴

### 生い立ち
オクラホマ州エドモンドで生まれ育ち、幼い頃からバスケを始める。小学校在籍時は後に大学でチームメイトとなるトレイ・ヤングと対戦していた。

### ハイスクール
高校4年目のシーズンに平均24.3得点・11.6リバウンドの成績を記録し、チームも州大会でベスト4に進出した。主要サイトから3つ星評価を受け、オクラホマ大学へ進学した。

### カレッジ

#### オクラホマ

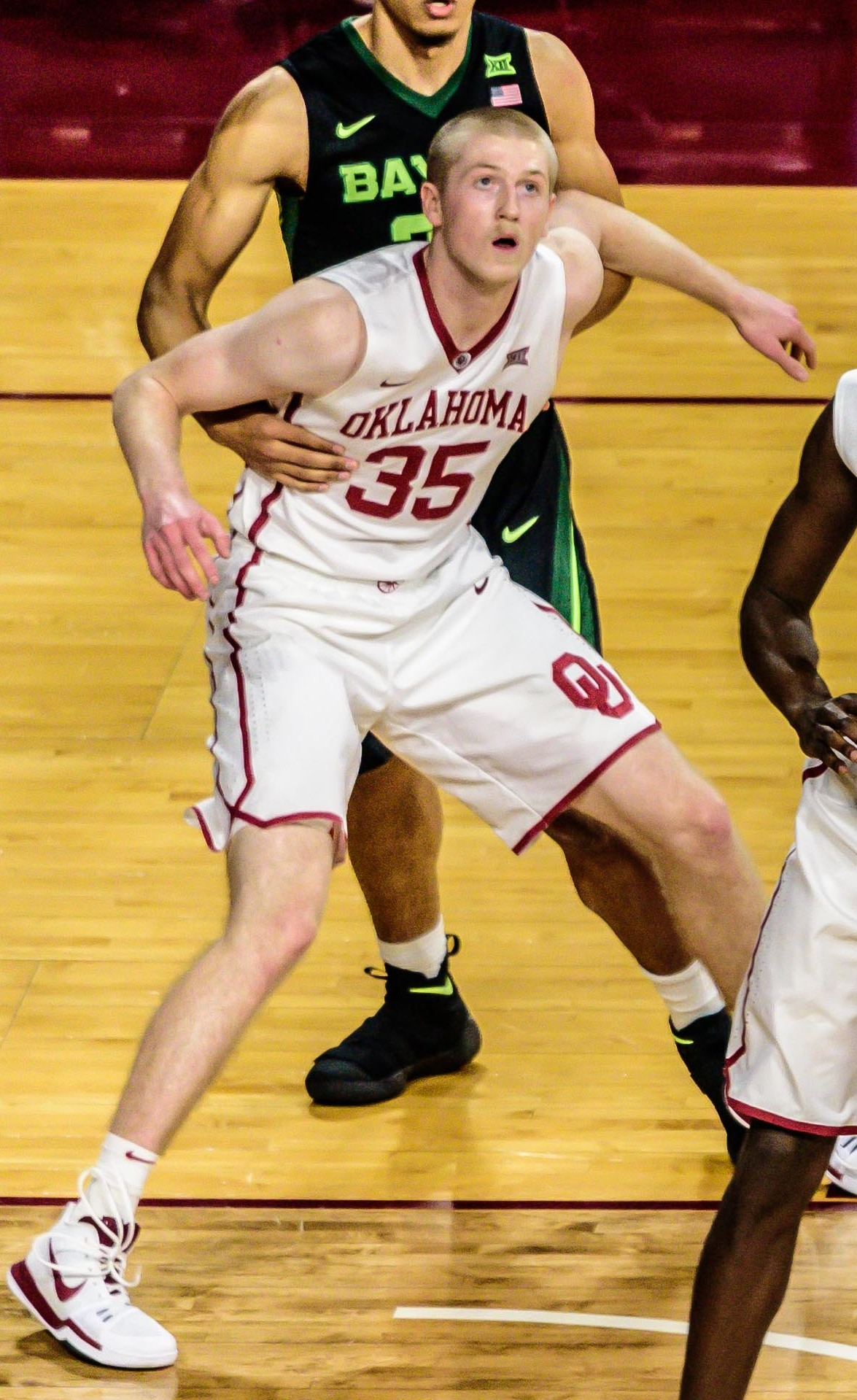
オクラホマ大学でのマネク
(2018年)

1年目の2017-18シーズンは平均10.2得点・5.2リバウンドの成績を記録し、チームメイトのヤングと共にNCAAで最も平均得点が高い新入生のデュオとなった。また、容姿やプレースタイルがラリー・バードに似ているとして話題となった。
2年目の2018-19シーズンは平均12.2得点・5.9リバウンドの成績を記録した。
3年目の2019-20シーズン、2020年1月18日のテキサスクリスチャン大学戦で大学でのキャリアハイとなる31得点を記録した。このシーズンは平均14.4得点・6.2リバウンドの成績を記録し、オールビッグ12サードチームに選出された。
4年目の2020-21シーズンは平均10.8得点・5.0リバウンドの成績を記録した。

#### ノースカロライナ
4年目のシーズン終了後に大学院生としてノースカロライナ大学へ転校した。
2021-22シーズン開幕当初はシックスマンとして起用されたが、シーズン途中から先発に定着し、平均15.1得点・6.1リバウンドの成績を記録した。チームはNCAAトーナメントに出場し、前年優勝のベイラー大学との2回戦では28分間で26得点を記録するなど好調だったが、後半の途中に相手のジェレミー・ソーハンの顔面に肘打ちし、フレグラント・ファウル2で一発退場となった。この時点でチームは25点をリードしていたが、マネクの退場で流れが変わり同点に追い付かれ、最終的にはオーバータイムの末に勝利した。その後決勝まで進出したが、カンザス大学に逆転負けし準優勝となった。シーズン終了後には最も活躍した転校生に贈られるライリー・ウォーレス賞を受賞した。

## 個人成績

### カレッジ
| シーズン | チーム     | GP  | GS  | MPG  | FG%  | 3P%  | FT%  | RPG | APG | SPG | BPG | PPG  |
| -------- | ---------- | --- | --- | ---- | ---- | ---- | ---- | --- | --- | --- | --- | ---- |
| 2017–18  | オクラホマ | 32  | 26  | 23.7 | .466 | .383 | .600 | 5.2 | .5  | .3  | .7  | 10.2 |
| 2018–19  | オクラホマ | 34  | 34  | 27.8 | .469 | .358 | .764 | 5.9 | .8  | .7  | .7  | 12.2 |
| 2019–20  | オクラホマ | 31  | 31  | 30.5 | .453 | .380 | .779 | 6.2 | .9  | .5  | 1.2 | 14.4 |
| 2020–21  | オクラホマ | 25  | 20  | 25.1 | .422 | .375 | .767 | 5.0 | .8  | .5  | .8  | 10.8 |
| 2021–22  | UNC        | 39  | 27  | 30.4 | .493 | .403 | .697 | 6.1 | 1.8 | .6  | .7  | 15.1 |
| 通算     | 通算       | 161 | 138 | 27.7 | .465 | .382 | .733 | 5.7 | 1.0 | .5  | .8  | 12.7 |